# Корпоративная коллекция Белгазпромбанка
Корпоративная коллекция Белгазпромбанка — собрание произведений искусства Белгазпромбанка, насчитывающее более 100 артефактов. Ядро коллекции составляют произведения художников Парижской школы — уроженцев Белоруссии. Коллекция формируется в рамках реализации национального историко-культурного проекта «Арт-Беларусь». 35 экспонатов собрания включены в Государственный список историко-культурных ценностей Республики Беларусь.

## История
Начало формирования коллекции было положено в 2011 году, когда Белгазпромбанк в тесном взаимодействии с Национальной комиссией по делам ЮНЕСКО (тогдашний председатель комиссии — Владимир Счастный) приобрёл у Надин Нешавер, эксперта по Парижской школе 1905—1939 гг., ряд произведений Пинхуса Кременя, Михаила Кикоина, Осипа Любича, Шраги Царфина — художников Парижской школы еврейского происхождения, родившихся на землях, входящих в состав современной Белоруссии.
Дальнейшее пополнение коллекции банк осуществлял через покупки на мировых аукционах («Кристис», «Сотбис», «Арткьюриал», «Макдугаллс») и у частных владельцев. В 2012 году на торгах «Кристис» в Лондоне Белгазпромбанк приобрел работы Марка Шагала «Влюбленные» (1981) и Хаима Сутина «Большие луга в Шартре с виадуком» (около 1934) — первые в Белоруссии оригинальные живописные произведения этих всемирно известных художников. Однако, наиболее ценным приобретением Белгазпромбанка стала картина Сутина «Ева», купленная на аукционе «Сотбис» в 2013 году за 1 805 000 долларов — самое дорогое художественное произведение, купленное за годы независимости Белоруссии.
В 2018 году в Белоруссии появилась третья работа Сутина — полотно «Уснувшая с книгой. Мадлен Кастен». Портрет приобретен банком в Великобритании за £359 тыс.

## Формирование концепции
Толчком к формированию первоначальной концепции собрания послужила книга Владимира Счастного «Художники Парижской школы из Беларуси» , вышедшая в издательстве «Четыре четверти» в 2010 году. Об этом свидетельствуют слова председателя правления Белгазпромбанка Виктора Бабарико:

Определиться с выбором помог счастливый случай — появление книги Владимира Счастного «Художники Парижской школы из Беларуси». Само её название сформировало концепцию нашей коллекции.— Белорусский дом для Парижской школы
Цель проекта заключалась в возвращении произведений представителей Парижской школы — уроженцев Белоруссии — на родину своих создателей. В среде интернационального сообщества, получившего название Парижской школы, было немало выходцев с белорусских земель . На территории современной Белоруссии родились и начали свою профессиональную карьеру такие ключевые фигуры художественного авангарда XX столетия, как Марк Шагал и Хаим Сутин. Формирование коллекции содействует включению этого богатого пласта мировой культуры 1910—1930-х годов в историю белорусской живописи и приданию белорусскому искусству импульса для дальнейшего развития.
Примечательно, что до 2011 года значимых работ представителей Парижской школы в Белоруссии практически не было. Виктор Бабарико так выразился по этому поводу: «Стыдно, когда на родине Шагала нет ни одной его работы».

## В рамках проекта «Арт-Беларусь»
Со временем концепция корпоративной коллекции расширилась, что связано с реализацией национального историко-культурного проекта «Арт-Беларусь», целью которого является показать процесс развития культуры Белоруссии во всей его полноте и непрерывности. Позицию Белгазпромбанка по этому вопросу озвучил советник председателя правления Владимир Сажин:

Мы придаём этому проекту более цельное значение — возвращение культурного наследия Беларуси на историческую родину. В этом аспекте коллекция будет расширена не в смысле точного следования названию «Художники Парижской школы из Беларуси», но с осознанием необходимости возвращения белорусских корней на белорусскую землю.— из сообщения БелТА
В 2013 году собрание пополнилось книгой Симеона Полоцкого «Жезл правления» 1667 года издания, картиной классика романтической живописи XIX столетия Валентия Ваньковича «Портрет Томаша Зана» — в Белоруссии до этого времени не было ни одной оригинальной работы мастера. Среди более поздних приобретений банка — театральный эскиз Леона Бакста, ведущего художника балетных «Русских сезонов» Дягилева в Париже, три работы Дмитрия Стеллецкого, характерного представителя объединения «Мир искусства», и пр.

## Жанры коллекции
Основное место в коллекции занимают произведения живописи, здесь также представлена графика (Шагал, Любич, Бакст) и скульптура (Цадкин, Инденбаум). Книги представлены изданием «Жезл правления» Симеона Полоцкого.

## Художники коллекции

### Художники Парижской школы из Белоруссии
- Леон Инденбаум
- Михаил Кикоин
- Пинхус Кремень
- Осип Любич
- Оскар Мещанинов
- Хаим Сутин
- Осип Цадкин
- Шрага Царфин
- Марк Шагал

### Авторы, близкие к художникам Парижской школы
- Леон Бакст
- Григорий Глюкман
- Дмитрий Стеллецкий

### Авторы проекта «Арт-Беларусь»
- Валентий Ванькович
- Симеон Полоцкий
- Григорий Бобровский

## Выставки
| Дата проведения             | Название выставки                     | Музей                                                 | Город   | Страна     |
| --------------------------- | ------------------------------------- | ----------------------------------------------------- | ------- | ---------- |
| сентябрь 2012 — январь 2013 | Художники Парижской школы из Беларуси | Национальный художественный музей Республики Беларусь | Минск   | Белоруссия |
| февраль 2013 — апрель 2013  | Художники Парижской школы из Беларуси | Дворец Румянцевых — Паскевичей                        | Гомель  | Белоруссия |
| май 2013 — июль 2013        | Художники Парижской школы из Беларуси | Витебский художественный музей                        | Витебск | Белоруссия |
| март 2014 — июль 2014       | Десять веков искусства Беларуси       | Национальный художественный музей Республики Беларусь | Минск   | Белоруссия |
| сентябрь 2014 — ноябрь 2014 | Художники Парижской школы из Беларуси | Вильнюсская картинная галерея                         | Вильнюс | Литва      |
| октябрь 2015 — ноябрь 2015  | Осенний салон с Белгазпромбанком      | Дворец искусства                                      | Минск   | Белоруссия |
| февраль 2016 — апрель 2016  | Время и творчество Льва Бакста        | Национальный художественный музей Республики Беларусь | Минск   | Белоруссия |
| апрель 2016 — июнь 2016     | Время и творчество Льва Бакста        | Вильнюсская картинная галерея                         | Вильнюс | Литва      |
| июль 2016 — октябрь 2016    | Время и творчество Льва Бакста        | Художественный музей «Рижская биржа»                  | Рига    | Латвия     |

## Галерея

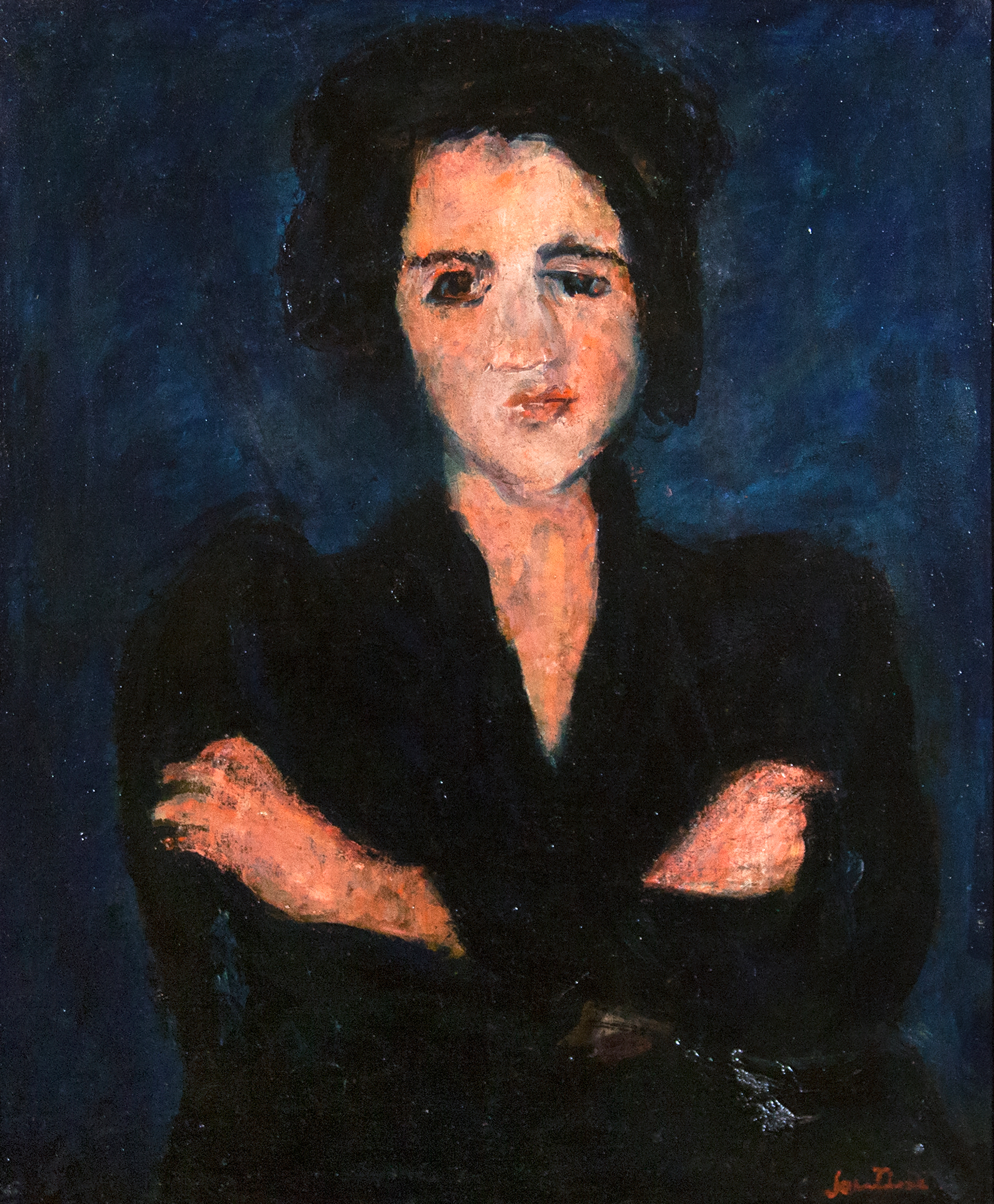
Хаим Сутин «Ева». Холст, масло. 65×54 см. 1928. Из корпоративной коллекции Белгазпромбанка
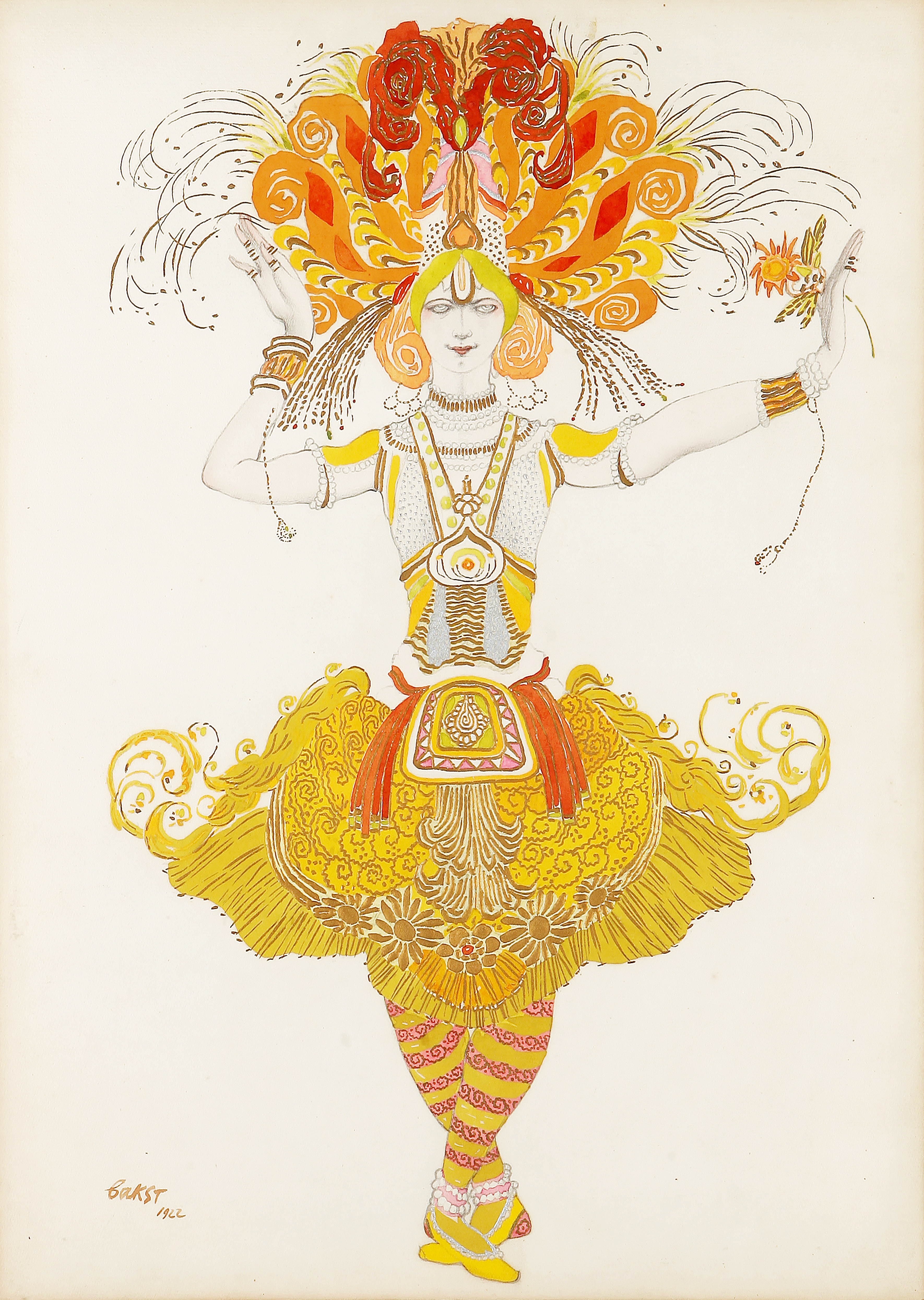
Леон Бакст «Эскиз костюма Жар-птицы к балету “Жар-птица”». Бумага; карандаш, акварель и гуашь, усиленные серебром и золотом. 68x49 см. 1922. Из корпоративной коллекции Белгазпромбанка
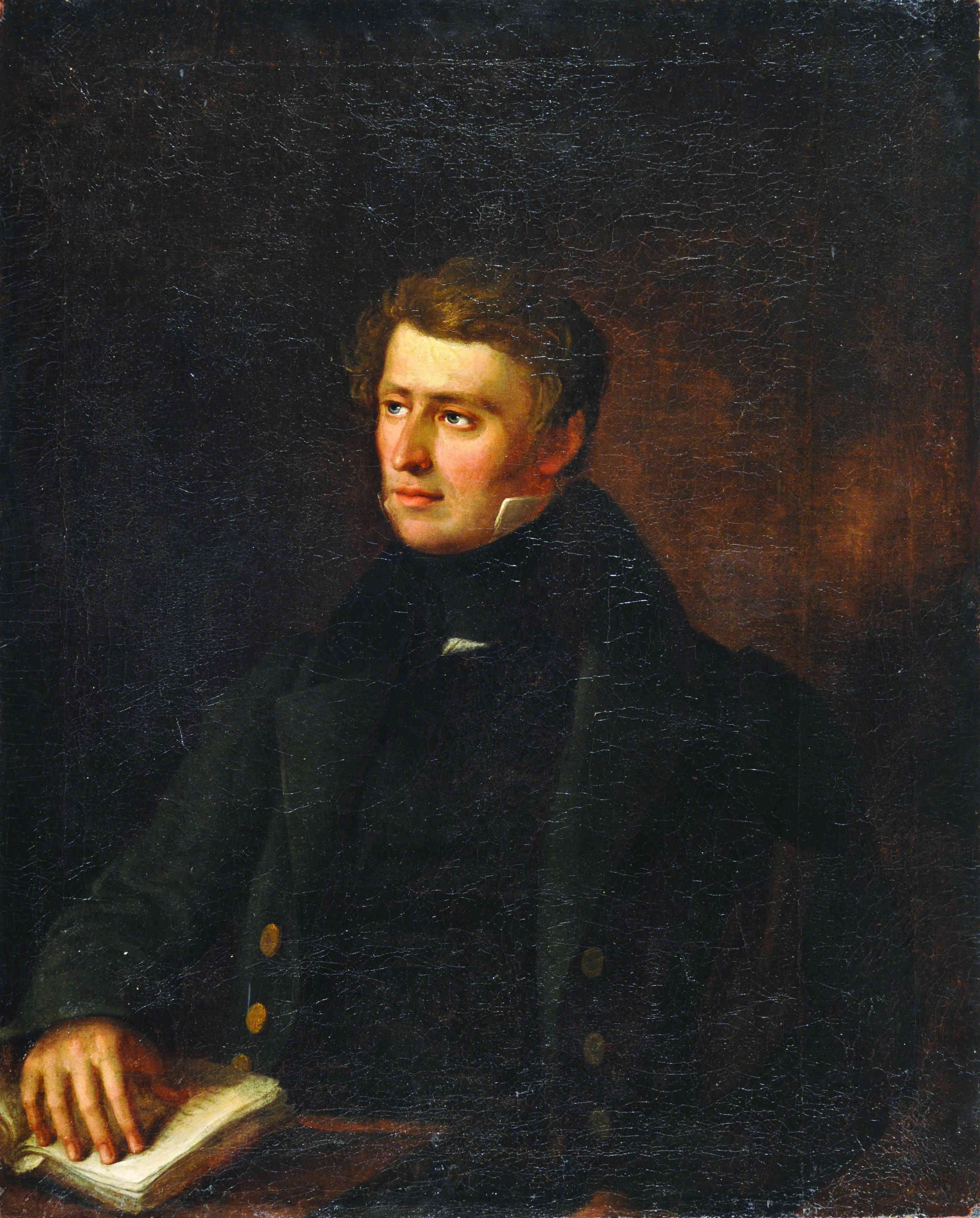
Валентий Ванькович «Портрет Томаша Зана». Холст, масло. 85,2 х 69 см. 1837-1839. Из корпоративной коллекции Белгазпромбанка
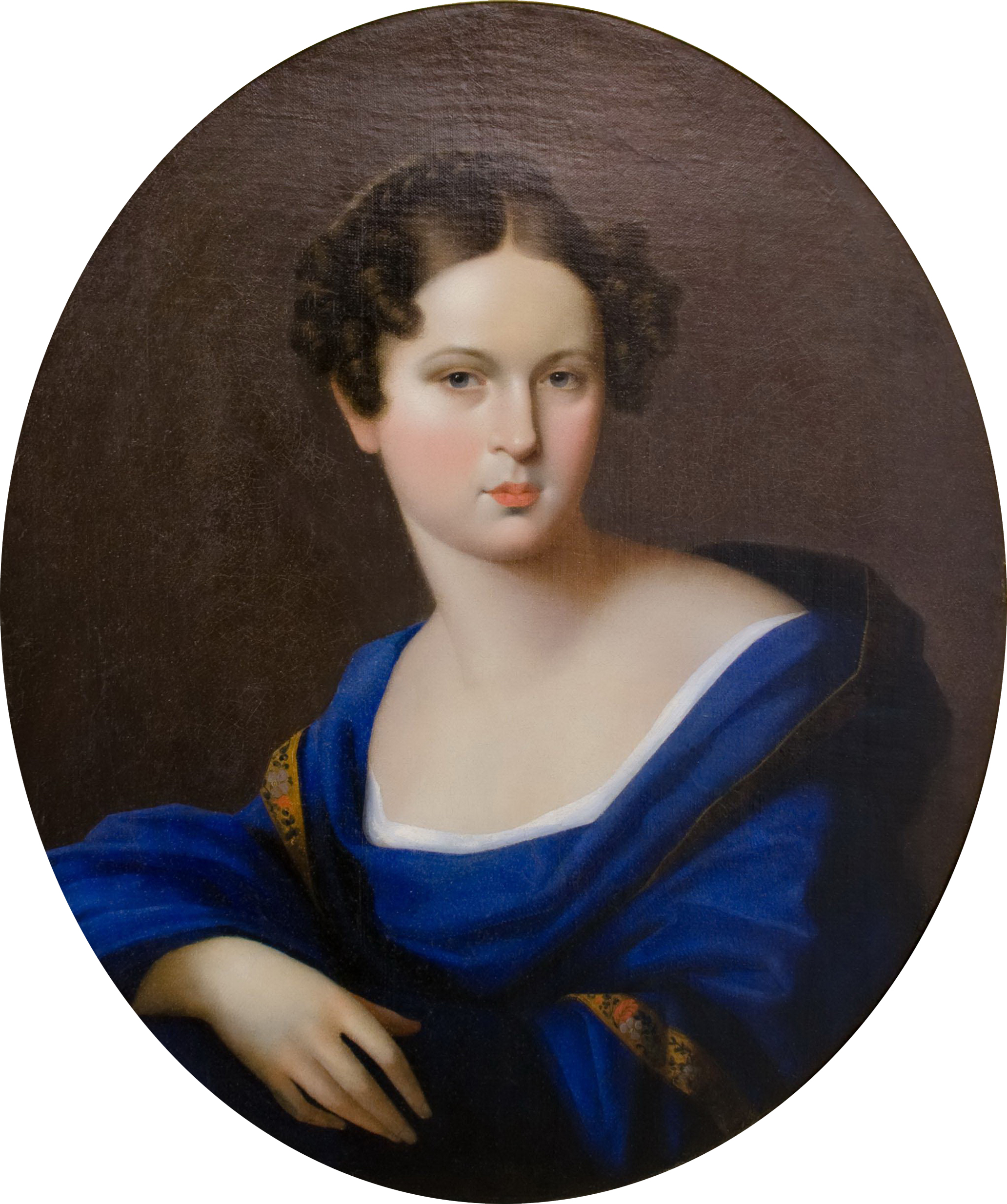
Иосиф Олешкевич «Портрет дамы в синей шали». Холст, масло.  65 х 56 см. 1810-е. Из корпоративной коллекции Белгазпромбанка
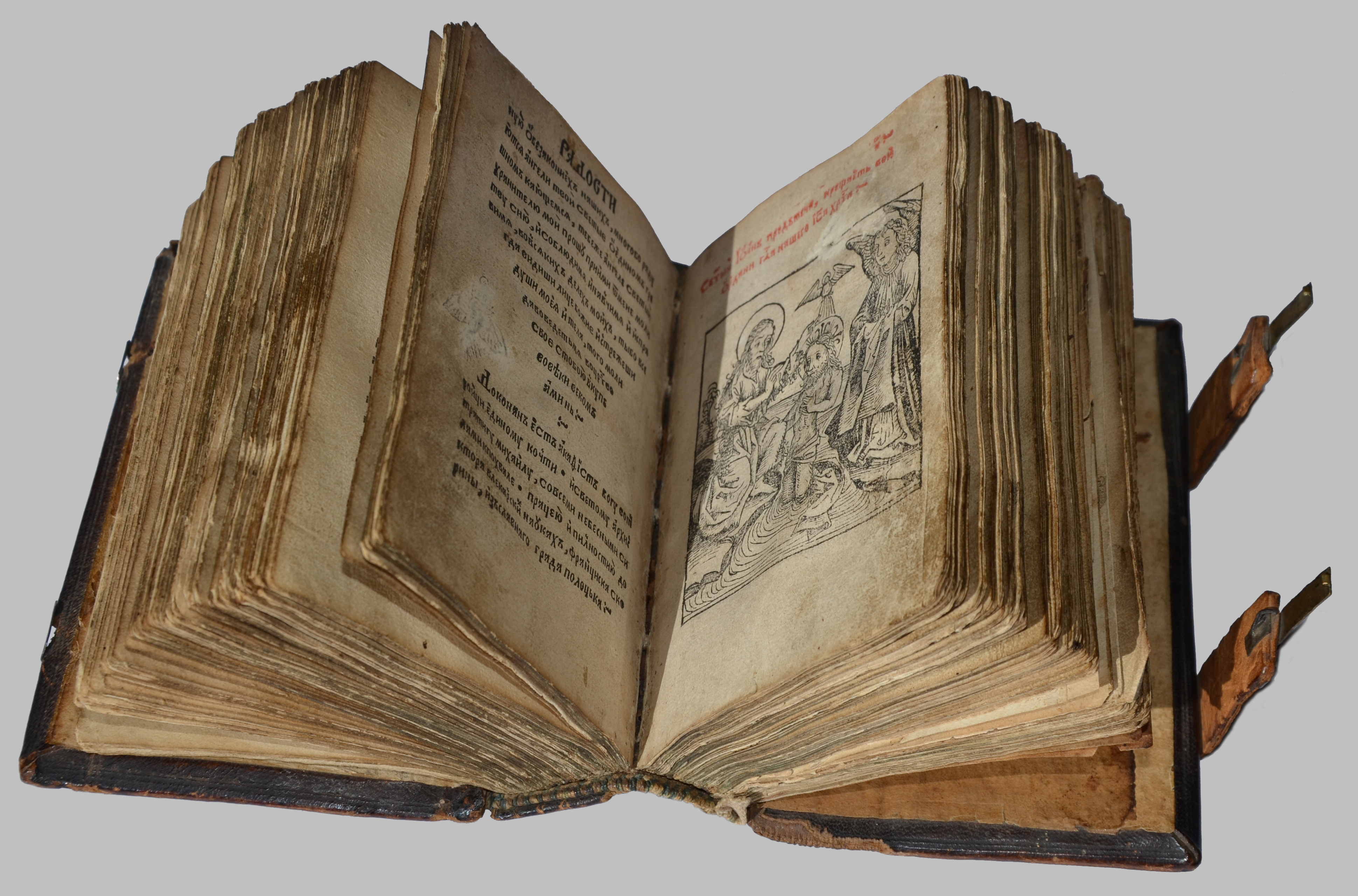
Франциск Скорина «Малая подорожная книжка» (ок. 1522). Из корпоративной коллекции Белгазпромбанка
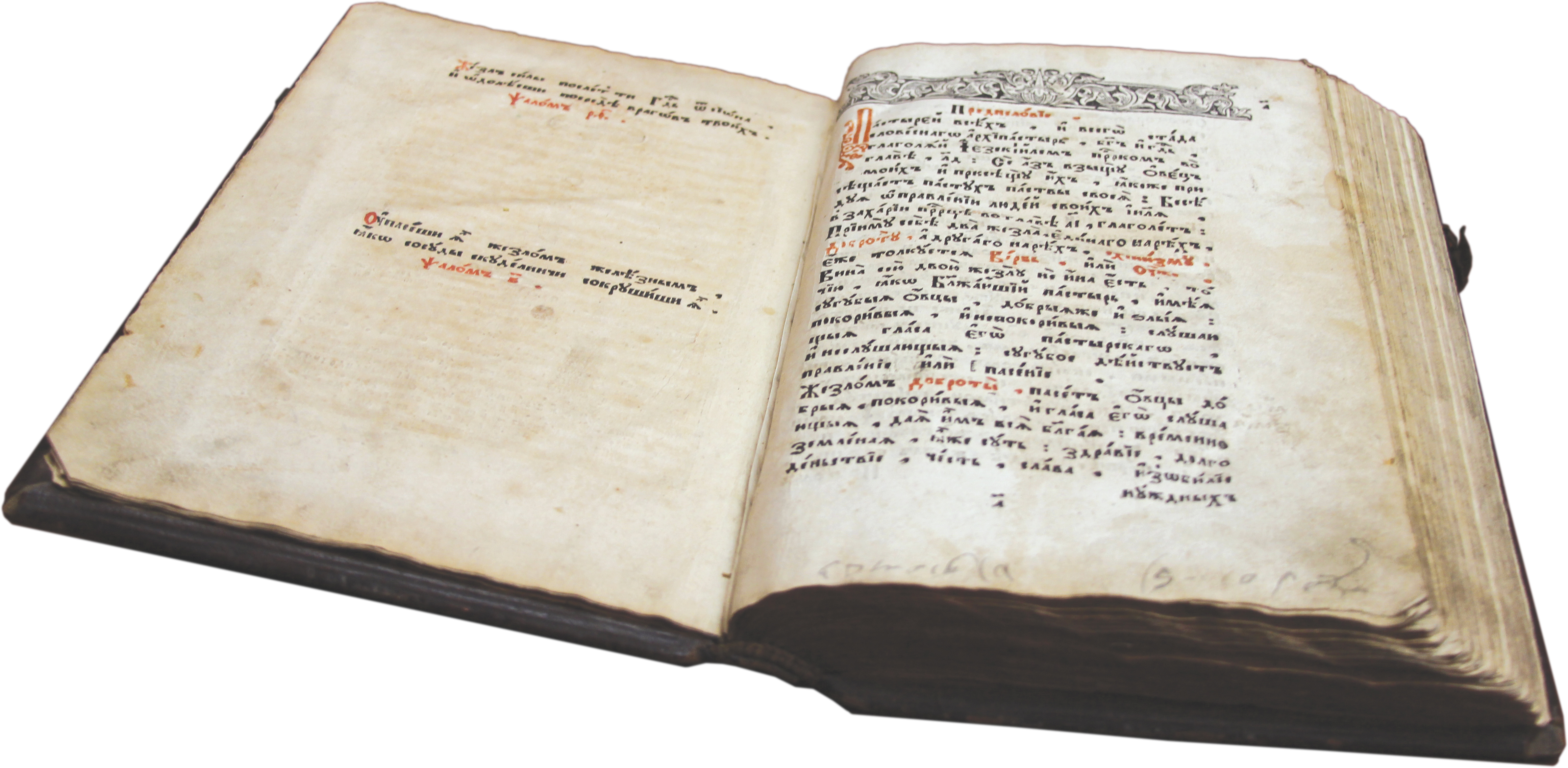
Симеон Полоцкий «Жезл правления» (1667). Из корпоративной коллекции Белгазпромбанка

## Художники Парижской школы из Беларуси (арт-проект)
«Художники Парижской школы из Беларуси» – арт-проект Белгазпромбанка. Проводится с 2012 года. Партнёром проекта выступает Национальный художественный музей Республики Беларусь. Инициатор проекта – председатель правления ОАО «Белгазпромбанк» Виктор Бабарико. Главный куратор – Владимир Счастный (экс-председатель Национальной комиссии Белоруссии по делам ЮНЕСКО).

### Концепция
В основе арт-проекта «Художники Парижской школы из Беларуси» лежит корпоративная коллекция Белгазпромбанка, которая первоначально формировалась сугубо из произведений представителей Парижской школы белорусского происхождения.
Концепция проекта «Художники Парижской школы из Беларуси» базируется на значительном вкладе выходцев с белорусских земель в интернациональный искусствоведческий феномен Парижской школы. На территории современной Белоруссии родились и получили начальное художественное образование такие выдающиеся художники как Марк Шагал, Хаим Сутин, Шрага Царфин, Осип Цадкин, Надя Ходасевич-Леже и другие.
До 2011 года, когда началось формирование корпоративной коллекции Белгазпромбанка, в Белоруссии произведения этих всемирно-известных художников были представлены лишь единично . Возвращение шедевров Сутина, Шагала и других расценивается общественностью, как исключительный вклад  финансового учреждения в развитие белорусской культуры (смотри #Награды).

### Реализация
Первая выставка проекта «Художники Парижской школы из Беларуси» проходила в Национальном художественном музее Республики Беларусь с 22 сентября 2012 по 14 января 2013 года. В её экспозицию вошли работы из корпоративной коллекции Белгазпромбанка, а также картины, офорты и литографии художников Парижской школы из собраний частных коллекционеров Белоруссии, России и из музейных фондов. Многие из экспонатов выставки внесены в Государственный список историко-культурных ценностей Республики Беларусь .
Кроме произведений искусства, проект «Художники Парижской школы из Беларуси» включает в себя образовательную часть (биографические сведения, документы и фотографии), художественные инсталляции, интерактивную часть («парижское кафе» с традиционной чашкой кофе), документальные фильмы, специально подготовленные для проекта режиссёрами О. Лукашевичем и А. Алексеевым, коллекционные книги.

### Итоги
Выставка имела большой успех: в Минске её посетили более 50-ти тысяч жителей и гостей столицы . Поэтому было принято решение продолжить экспонирование проекта в областных центрах страны – Гомеле и Витебске . Осенью 2014 года арт-проект отправился в своё первое заграничное турне – в столицу Литвы город Вильнюс .
| Дата проведения             | Институция                                            | Город   | Страна     |
| --------------------------- | ----------------------------------------------------- | ------- | ---------- |
| сентябрь 2012 – январь 2013 | Национальный художественный музей Республики Беларусь | Минск   | Белоруссия |
| февраль 2013 – апрель 2013  | Дворец Румянцевых — Паскевичей                        | Гомель  | Белоруссия |
| май 2013 – июль 2013        | Витебский художественный музей                        | Витебск | Белоруссия |
| сентябрь 2014 – ноябрь 2014 | Вильнюсская картинная галерея                         | Вильнюс | Литва      |

Выставка «Художники Парижской школы из Беларуси» послужила отправной точкой для развёртывания масштабного историко-культурного проекта  «Арт-Беларусь», одна из основных целей которого, по словам советника председателя правления Белгазпромбанка Владимира Сажина – «возвращение культурного наследия Белоруссии на историческую родину» .
Успех выставки «Художники Парижской школы из Беларуси» вдохновил организаторов к проведению более крупного выставочного проекта «Десять веков искусства Беларуси» (март–июль 2014 года).

### Награды
- Благодарность Министра культуры Белоруссии «За многоразовую и многолетнюю финансовую поддержку проектов, направленных на развитие национальной культуры Белоруссии» (2012) [28]
- Выставка «Художники Парижской школы из Беларуси» в Национальном художественном музее РБ названа событием года-2012 по версии журнала «Мастацтва» [29]
- Премия «Золотая полоса» в номинации «За возвращение национального достояния» от газеты «Комсомольская правда в Беларуси» (2013) [28]

### Художники
Список авторов, чьи работы участвовали в выставках проекта:
- Леон Бакст
- Яков Балглей
- Роберт Генин
- Григорий Глюкман
- Евгений Зак
- Леон Инденбаум
- Михаил Кикоин
- Пинхус Кремень
- Осип Любич
- Дмитрий Стеллецкий
- Хаим Сутин
- Надя Ходасевич-Леже
- Осип Цадкин
- Шрага Царфин
- Марк Шагал

## «Художники Парижской школы. Уроженцы Беларуси»
Белгазпромбанк инициировал съёмки документально-образовательного цикла «Художники Парижской школы. Уроженцы Беларуси», в котором масштабно показана банковская корпоративная коллекция. Создателями видеопроекта являются режиссёры Олег Лукашевич и Александр Алексеев. Премьера документального цикла состоялась 24 мая 2014 года на телеканале «Беларусь 1».